# Horváth Károly (pap)
Horváth Károly, Horváth Károly István Mátyás (Kassa, 1831. január 28. – 1908/21 körül) a kassai egyházmegye áldozópapja.

## Élete
Horváth Mátyás és Lescher Antónia fia. Virasztó Gellért prémontréi tanár fejlesztette benne a papi pályára való hajlamot és a történelemre oktatta. 1848-49-ben honvéd volt. 1849 végével a kassai növendékpapok közé lépett és 1852-ben diakónus volt. 1854-ben miséspappá szentelték föl; azután Sátoraljaújhelyre ment káplánnak. Mint önálló lelkész 1838-tól Troconfalván működött. Fülbaja orvoslása végett 1863-ban Kassára helyezték át, ahol spirituális volt és 1869-től a püspöki irodában működött, egyúttal szabad idejét az irodalomnak szentelte. 1888-ban püspöke fölmentette az irodai teendőktől. Később mint a rabok gyóntatója és szentszéki ülnök működött.
Mint káplán a Katholikus Néplapba (1853), a Családi Lapokba (1854); a 60-as években a kassai német lapokba írt. 1880-89-ig a Religiónak rendes havi tudósítója volt.

## Munkái
- Emlékvirágok a hitélet mezejéről. irodalmi «Nefelejts» koszorúba fűzve. Eger. 1866-70. (Három kötet. Vezérczikkek, tudósítások a fővárosból, pohárköszöntések és egyházi beszédei. I. kötet 2. kiadása. Eger. 1867.)
- Tollrajzok. Kassa. 1885. (Hirlapi tudósításai.)